# MC4
MC4 è il ventunesimo mixtape del rapper statunitense French Montana, pubblicato nel 2016.

## Descrizione
Inizialmente doveva essere il secondo album dell'artista.
È il quarto capitolo della serie Mac & Cheese. Il 5 novembre del 2016 è stato inaspettatamente distribuito sotto forma di mixtape.
Il progetto contiene collaborazioni con Kanye West, Miguel, Drake, Jeezy, ASAP Rocky, Kodak Black, Nas, Chinx e altri artisti.

## Tracce
1. Ready / Intro
2. Play Yaself
3. No Shopping (feat. Drake)
4. Two Times
5. Everytime (feat. Jeezy)
6. Said N Done (feat. ASAP Rocky)
7. I'm Heated
8. Lockjaw (feat. Kodak Black)
9. Check Come
10. Brick Road
11. XPlicit (feat. Miguel)
12. Figure It Out (feat. Kanye West & Nas)
13. Have Mercy (feat. Beanie Sigel, Jadakiss & Styles P)
14. Max & Chinx / Paid For (feat. Max B & Chinx)